# Kesseldorf
Kesseldorf é uma comuna francesa na região administrativa de Grande Leste, no departamento Baixo Reno. Estende-se por uma área de 7,2 km². Em 2010 a comuna tinha 417 habitantes (densidade: 57,9 hab./km²).